# ジョン・ドリュー・バリモア
ジョン・ドリュー・バリモア（John Drew Barrymore、1932年6月4日 - 2004年11月29日）は、アメリカ・ロサンゼルス出身の俳優。デビュー当初はジョン・バリモア・ジュニアと名乗っていた。
女優ドリュー・バリモアの父として知られる。
父親はサイレント期から活躍した映画スターの一人であるジョン・バリモア、母親はその3番目の妻である女優のドロレス・コステロ。オスカー俳優であるライオネル・バリモアとエセル・バリモアを伯父・伯母に持つなど、家族や親戚の多くが俳優という芸能一家に生まれた。名門「バリモア」を名乗りながらも、プライベートに問題があり、その名前に見合うほどの実績を遺せないまま亡くなったが、テレビでの活躍を認められ、ハリウッド・ウォーク・オブ・フェームに名前が刻まれている。

## 来歴
1932年にロサンゼルスで生まれる。同母姉が1人、また異母姉に女優のダイアナ・バリモアがいる。1934年に両親が離婚し、母の許で育てられる。1942年に父がアルコール中毒で落ちぶれた末に失意と貧困の中で死去する。父と会った記憶は1度きりだった。第二次世界大戦中は年齢を偽って海軍に入隊する。
17歳の時、俳優の仕事をして欲しくなかった（大学に進学して欲しかった）母に反発して映画会社と契約する。しかし、端役から地道に演技を学ぶことを嫌がり、いきなり主演でのデビューを希望しておきながら、途中で逃げ出すなどの問題を起こす。さらに、泥酔しての乱行や妻への暴行などによる逮捕を繰り返す。
1958年に芸名をジョン・ドリュー・バリモアに変え、心機一転をはかる。その後、何本かの映画に主演する。また、テレビドラマにも出演するが、問題行動が直ることはなく、結局、父親と同じように落ちぶれることとなる。
2003年に浮浪者にまで落ちぶれていたところを、それまで疎遠だった娘のドリュー・バリモアが引き取り、治療費などの面倒をみる。その後、2004年に癌で死去した。

## 主な出演作品
- ケベック独立攻防戦 Quebec (1951)
- 大いなる夜 The Big Night (1951)
- 燃えよ! カンフー Kung Fu (1974) ※テレビシリーズにゲスト出演